# Thoroton
 (juillet 2023).
Thoroton est une paroisse civile et un village du Nottinghamshire, en Angleterre.